# 托马斯·塔利斯
托马斯·塔利斯（英語：Thomas Tallis；1505年—1585年11月23日），英国文艺复兴时期著名作曲家。他为英国国教创作了最早的一批音乐作品，被誉为英国早期作曲家中最杰出者，与威廉·伯德齐名。作曲家沃恩·威廉斯曾以他的作品主题作过著名的《塔利斯主题幻想曲》。

## 作品節選
大约1560年，Lamentations of Jeremiah the Prophet , 先知耶利米哀歌中的第一课，第二课。

## 外部連結
- 托马斯·塔利斯的樂譜，来自乌托邦计划
- 公有領域聲樂檔案館上托马斯·塔利斯的作品
- 托马斯·塔利斯的免费乐谱，由国际乐谱典藏计划提供